# Pontohedyle
Pontohedyle is een geslacht van weekdieren uit de klasse van de Gastropoda (slakken).

## Soorten
- Pontohedyle brasiliensis (Rankin, 1979)
- Pontohedyle joni Jörger & Schrödl, 2013
- Pontohedyle kepii Jörger & Schrödl, 2013
- Pontohedyle liliae Jörger & Schrödl, 2013
- Pontohedyle martynovi Jörger & Schrödl, 2013
- Pontohedyle milaschewitchii (Kowalevsky, 1901)
- Pontohedyle neridae Jörger & Schrödl, 2013
- Pontohedyle peteryalli Jörger & Schrödl, 2013
- Pontohedyle verrucosa (Challis, 1970)
- Pontohedyle wenzli Jörger & Schrödl, 2013
- Pontohedyle wiggi Jörger & Schrödl, 2013
- Pontohedyle yurihookeri Jörger & Schrödl, 2013